# فروان (اسم)
فروان هو اسم علم مذكر من أصل عربي، ومعناه هو الكثير الغني والثروة، المكتسي بالفرو، والكثير شعر الرأس.

## وصلات خارجية
- موسوعة السلطان قابوس لأسماء العرب نسخة محفوظة 5 أبريل 2019 على موقع واي باك مشين.